# Ксеневич, Михаил Яковлевич
Михаил Яковлевич Ксеневич (11 марта 1942 — 20 января 2024) — украинский архитектор, один из создателей монумента «Твоим освободителям, Донбасс». 
Преподавал на кафедре архитектурного проектирования Донбасской национальной академии строительства и архитектуры в начале её создания. Принимал участие в разработке плана застройки Киева. Также был главным архитектором города Житомир.